# Ле, Александра Георгиевна
Александра Георгиевна Ле (род. 3 мая 2004, Алматы, Казахстан) — казахстанская спортсменка, стрелок из пневматической винтовки, бронзовая призёрка Олимпийских игр-2024.

## Биография
В сентябре 2023 года в команде с Исламом Сатпаевым завоевала бронзовую медаль летних Азиатских игр-2022 в Ханчжоу в стрельбе из пневматической винтовки с 10 метров в смешанных парах. В октябре 2023 года на чемпионате Азии по стрельбе завоевала «серебро» в стрельбе с 50 метров из трёх положений и «бронзу» в стрельбе лёжа с 50 метров в составе женской команды с Ариной Алтуховой и Елизаветой Безруковой.
27 июля 2024 года на Олимпийских играх в Париже в команде с Исламом Сатпаевым завоевала «бронзу» в стрельбе из пневматической винтовки с 10 метров в смешанных парах, победив в матче за 3-е место немецких спортсменов Анну Янссен и Максимилиана Ульбриха. 29 июля Александра заняла 6-е место в стрельбе из пневматической винтовки с 10 метров в личном зачёте среди женщин. 1 августа она заняла 10-е место в стрельбе с 50 метров из трёх положений.

## Награды
- Орден «Курмет» (14 августа 2024 года) — за высокие спортивные достижения на ХХХIII летних Олимпийских играх, прошедших в городе Париже[4].